# أرقم (جنس)
الأرقم أو الأيِّم أو الأَيْن هو جنس من ثعابين العالم القديم غير السامة في فصيلة الحنسيات.

## الأنواع
الأنواع الستة التالية معترف بها أنواعًا لجنس الأرقم: 
- ثعبان الجرذان القوقازي
- Zamenis lineatus
- حفث طويل
- Zamenis persicus
- حفث أشقر
- Zamenis situla